# Оскар Мунцель
Оскар Йоахім Ернст Мунцель (нім. Oskar Joachim Ernst Munzel; 13 березня 1899, Гріммен — 1 січня 1992, Бонн) — німецький воєначальник, генерал-майор вермахту і бундесверу. Кавалер Лицарського хреста Залізного хреста.

## Біографія
Мунцель розпочав свою військову кар'єру 3 липня 1917 року у 8-му уланському полку. Учасник Першої світової війни. Після закінчення війни продовжив службу в рейхсвері. З 1938 року служив в ОКГ. З 1 червня 1941 року — командир дивізіону 6-го танкового полку, з грудня 1941 року — всього полку. З лютого 1943 року — керівник тактичних курсів 2-го танкового училища. 26 вересня 1943 року очолив 1-ше танкове училище. З 15 вересня по 25 листопада 1944 року — командир 14-ї танкової дивізії. З 15 січня по 15 березня 1945 року командував корпусною групою 1-ї танкової армії. З 20 березня 1945 року — командир 2-ї танкової дивізії. З 6 квітня 1945 року — вищий танковий офіцер головного командування «Захід». 10 травня 1945 року потрапив у полон. 23 травня 1947 року звільнений.
Працював у різних фірмах.  З 15 червня 1951 по 14 червня 1954 року — військовий радник в Єгипті. 11 травня 1956 року вступив у бундесвер, командував училищем бронетанкових військ в Мюнстері. Пізніше він був інспектором бронетанкових військ. 31 березня 1962 року вийшов у відставку. В 1963-72 роках — військовий радник в Тайвані.

## Звання
- Фанен-юнкер (3 липня 1917)
- Лейтенант (1 серпня 1918)
- Оберлейтенант (1 жовтня 1925)
- Ротмістр (1 серпня 1933)
- Гауптман (1935)
- Майор (1 квітня 1937)
- Оберстлейтенант (1 жовтня 1940)
- Оберст (1 лютого 1942)
- Генерал-майор (1 грудня 1944)
- Бригадний генерал (11 травня 1956)
- Генерал-майор (29 березня 1958)

## Нагороди
- Залізний хрест 2-го класу
- Сілезький Орел 2-го ступеня
- Почесний хрест ветерана війни з мечами
- Медаль «За вислугу років у Вермахті» 4-го, 3-го і 2-го класу (18 років)
- Нагрудний знак «За танкову атаку» в сріблі (28 червня 1941)
- Застібка до Залізного хреста 2-го класу (30 червня 1941)
- Залізний хрест 1-го класу (6 липня 1941)
- Нагрудний знак «За поранення» в чорному (21 вересня 1941)
- Медаль «За зимову кампанію на Сході 1941/42» (25 вересня 1942)
- Хрест Воєнних заслуг 2-го класу з мечами
- Німецький хрест в золоті (14 лютого 1943)
- Лицарський хрест Залізного хреста (16 жовтня 1944)
- Орден «За заслуги перед Федеративною Республікою Німеччина», командорський хрест (26 березня 1962)